# Kaamusvaara
Kaamusvaara är en kulle i Finland. Den ligger i Enontekis i landskapet Lappland, i den norra delen av landet, 900 km norr om huvudstaden Helsingfors. Toppen på Kaamusvaara är 480 meter över havet.
Terrängen runt Kaamusvaara är huvudsakligen platt, men åt sydost är den kuperad.  Trakten runt Kaamusvaara är nära nog obefolkad, med mindre än två invånare per kvadratkilometer. Omgivningarna runt Kaamusvaara är i huvudsak ett öppet busklandskap.